# 兵庫県道267号日影養父線
兵庫県道267号日影養父線（ひょうごけんどう267ごう ひかげやぶせん）は、兵庫県美方郡香美町から養父市に至る一般県道である。

## 概要
美方郡香美町村岡区日影から養父市八鹿町八鹿に至る。

### 路線データ
- 起点：美方郡香美町村岡区日影（猿尾滝入口交差点、国道9号交点）
- 終点：養父市八鹿町八鹿（兵庫県道169号八鹿停車場線交点）
- 総延長：19.048 km
- 通行不能区間：美方郡香美町村岡区作山 - 養父市八鹿町日畑

## 歴史
- 2024年（令和6年）1月26日 - 兵庫県告示第61号により起点位置が国道9号旧道交点から猿尾滝入口交差点に変更される[1]。

## 地理

### 通過する自治体
- 美方郡香美町
- 養父市

### 交差する道路
| 交差する道路              | 市町村名 | 市町村名 | 交差する場所   | 交差する場所            |
| ------------------------- | -------- | -------- | -------------- | ----------------------- |
| 国道9号 / 笠波峠除雪拡幅  | 美方郡   | 香美町   | 村岡区日影     | 猿尾滝入口交差点 / 起点 |
| 通行不能区間              |          |          |                |                         |
| 兵庫県道268号十戸養父線   | 養父市   | 養父市   | 八鹿町小佐（） |                         |
| 兵庫県道169号八鹿停車場線 | 養父市   | 養父市   | 八鹿町八鹿     | 終点                    |

### 沿線
- 養父市立八鹿青渓中学校
- 養父市立八鹿小学校
- 兵庫県立八鹿高等学校
- 養父市役所